# Рачунарски алгебарски систем
Рачунарски алгебарски систем (скраћено РАС) је апликација која омогућава израчунавања над математичким изразима на начин сличан ономе који користе математичари и научници. Развој рачунарских алгебарских система током друге половине двадесетог века је део дисциплине под називом "симболичко рачунање" ("алгебарско рачунање"), које је подстакло рад са алгоритмима над математичким објектима као што су нпр. полиноми.
Рачунарски алгебарски системи се могу поделити у две класе: на специјализоване и оне са главном сврхом. Специјализовани су намењени посебним областима математике, као што су теорија бројева, теорија група, или подучавању основа математике.
Рачунарски алгебарски системи са главном сврхом су обично корисни за корисника који ради на било ком научном пољу и захтева манипулацију математичким изразима. Да би био користан, рачунарски алгебарски систем са главном сврхом мора да поседује одређена својства:
- Корисничко сучеље које омогућава унос и приказ математичких формула
- програмски језик и интерпретатор (често се резултат израчунавања појављује у непредвидивој форми и са непредвидивом величином; зато је интервенција корисника често потребна)
- упрошћивач, систем прераде за упрошћавање математичких формула
- управљач меморијом, укључујући ђубретара, неопходни због огромне величине података, који се могу појавити током израчунавања
- аритметика произвољне прецизности, потребна због огромног проја целих бројева који се могу појавити
- велика библиотека математичких алгоритама

Библиотека мора да покрије захтеве како корисника, тако и упрошћивача. На пример, израчунавање највећих заједничких делилаца полинома се систематично користи за упрошћавање израза које укључује разломке.
Овако велика листа рачунарских захтева објашњење је за мали број рачунарских алгебарских система са главном сврхом. Главни преставници су: Аксиом, Максима, Магма, Мејпл, Математика и Сејџ.

## Историја
Рачунарски алгебарски системи су почели да се појављују током 1960. година, и развијали су се из два врло различита извора—захтева теоријских физичара и истраживања вештачке интелигенције.
Најбољи пример овог првонаведеног је пионирски рад спроведен од стране лауреата Нобелове Награде у области физике Мартинуса Велтмана, који је дизајнирао програм за симболичку математику, а посебно за Физику Високе Енергије, под именом Схонсхип (превод на српски значи "чист брод") 1963. Још један од раних система је и ФОРМАК.
Користећи ЛИСП као основу за програмирање, Карл Енгелман је створио МАТЛАБ 1964. у МИТРЕ корпорацији у оквиру окружења са вештачком интелигенцијом. Касније је МАТЛАБ постао доступан корисницима на PDP-6 и PDP-10 Системима које покрећу TOPS-10 или TENEX на универзитетима. И дан-данас се може користити на СИМХ-Емулаторима у оквиру PDP-10. МАТЛАБ (MATHLAB) ("математичка лабораторија") се не треба мешати са МАТЛАБОМ (MATLAB) ("матрична лабораторија"), системом за нумеричка израчунавања направљеног 15 година касније на Универзитету Нови Мексико, због случајно сличног назива.
Први популарни рачунарски алгебарски системи су били muMATH, Reduce, Derive (заснован на muMATH-у), и Macsyma; популарна копилефт верзија Максиме под називом Maxima се активно одржава. Reduce је постао први бесплатни софтвер 2008. године И дан данас, најпопуларнији комерцијални системи су Mathematica и Maple, који се редовно користе од стране математичара, научника и инжењера. Бесплатна доступна алтернатива укључује Sage (који може да ступи у front-end улогу).
1987. године, Хјулет-Пакард је представио свој први ручни калкулатор CAS уз HP-28 серију, и било је могуће, по први пут за један калкулатор, распоредити алгебарске изразе, диференцијацију, ограничену симболичку интеграцију, конструкцију Тејлорове серије и ,,solver'' за алгебарске једначине. Године 1999, независно развијани CAS Enable за HP 48 серију је званично постао интегрисани део фирмвера долазеће HP 49/50 серије, а годину касније и у серију HP 40, док је HP Prime преузео Xcas систем 2013. године.
Компанија Тексас Инструментс је 1995. избацила на тржиште TI-92 калкулатор са РАС-ом заснованим на софтверу Derive; серија TI-Nspire је заменила Derive 2007. године. Серија TI-89, први пут пуштена 1998, такође садржи РАС.

## Симболичке манипулације
Подржане симболичке манипулације обично садрже:
- упрошћавање на простији израз или неку стандардну форму, укључујући аутоматско упрошћавање са претпоставкама и упрошћавање са ограничењима
- замена симбола или нумеричких вредности за поједине изразе
- промена облика израза: проширивање производа и експонената, парцијална и пуна Факторизација, преписивање као парцијалне разломке, задовољење ограничења, преправљање тригонометријских функција у експоненцијалне, трансформација логичких израза, итд.
- Парцијална диференцијација и потпуна диференцијација
- нека бесконачна и коначна интеграција (види симболичку интеграцију), укључујући мултидимензионалне интеграле
- симболичка ограничена и неограничена глобална оптимизација
- решење линеарних и неких нелинеарних  једначина над различитим доменима
- нешење неких диференцијалних и диференцних једначина
- одређивање граничних вредности
- трансформацију интеграла
- операције са редовима као што су проширивање, сума and и производ
- матричне операције укључујући производ, инвертибилне матрице, итд.
- статистичко рачунање
- Доказивање теорема и верификација која је веома корисна у области експерименталне математике
- оптимизована генерација кода

У горенаведеном, реч неки значи да се операција не може увек извршити.

## Додатне могућности
Многе такође садрже:
- програмски језик, допуштајући корисницима имплементацију сопствених алгоритама
- нумеричке операције произвољне прецизности
- аритметика тачних целих бројева и функционалност теорије бројева
- промена математичких израза у дводимензионалној форми
- цртање графика функција у дводимензионалном и тродимензионалном систему и њихова анимација
- цртање дијаграма
- API, за повезивање на спољни програм као што је база података, или употреба у програмском језику у сврху коришћења рачунарског алгебарског система
- манипулација ниски попут поклапања и претраге
- додаци намењени коришћењу у примењеној математици као што је физика, биоинформатика, рачунарска хемија и пакети за рачунарску физику

Неке садрже:
- графички приказ и измену као што су рачунарски генерисане слике, обрада сигнала и обрада снимака
- синтезу звука

Неки рачунарски алгебарски системи се фокусирају на уско поље примене; ови се обично академски развијају и бесплатни су. Могу бити неефикасни при раду са нумерчким операцијама у односу на нумеричке системе.

## Типови израза
Изрази којима манипулише РАС обично садрже полиноме са више варијабли; стандардне функције израза (синус, експоненцијалне функције, итд.); разне специјалне функције (Γ, ζ, erf, Беселове функције, итд.); произвољне функције израза; оптимизација; изводи, интеграли, упрошћавање, суме, и резултати израза; непотпуни редови са изразима као коефицијентима, матрице израза, и тако даље. Подржани нумерички домени обично садрже реалне бројеве, целе бројеве, комплексне бројеве, интервале, разломке, и алгебарске бројеве.

## Примена у едукацији
Калкулатори са уграђеним РАС-ом нису дозвољени на тестовима попут АКТ-а или ПЛАН-а, али могу бити дозвољени на тестовима Колеџ Борда (на којима су дозвољени калкулатори), укључујући , неке одређене тестове из предмета на САТ-у и АП Рачун, Хемију, Физику и испите из статистике.

## Математика коришћена у рачунарским алгебарским системима
- Симболичка интеграција путем нпр. Ришовог алгоритма или Риш-Нормановог алгоритма
- Хипергеометријска сума путем нпр. Госперовог алгоритма
- Рачунање граничне вредности путем нпр. Грунцовог алгоритма
- Факторизација полинома путем нпр. коначних поља, Берлекамповог алгоритма или Кантор-Засенхаусовог алгоритма.
- Највећи заједнички делилац путем нпр. Еуклидовог алгоритма
- Гаусова елиминација
- Гробнерова основа путем нпр. Бухбергеровог алгоритма; генерализација Еуклидовог алгоритма и Гаусове елиминације
- Падеова апроксимација
- Шварц-Ципел лема и тестирање идентитета полинома
- Теорема кинеског остатка
- Диофантинове једначине
- Елиминација квантификатора над реалним бројевима путем нпр. Тарскијевог метода/Цилиндрична алгебарска декомпозиција
- Ландауов алгоритам
- Изводи основних и посебних функција. (нпр. Види Непотпуна Гама функција.)
- Цилиндрична алгебарска декомпозиција